# Liste der Stolpersteine in Löwenberger Land

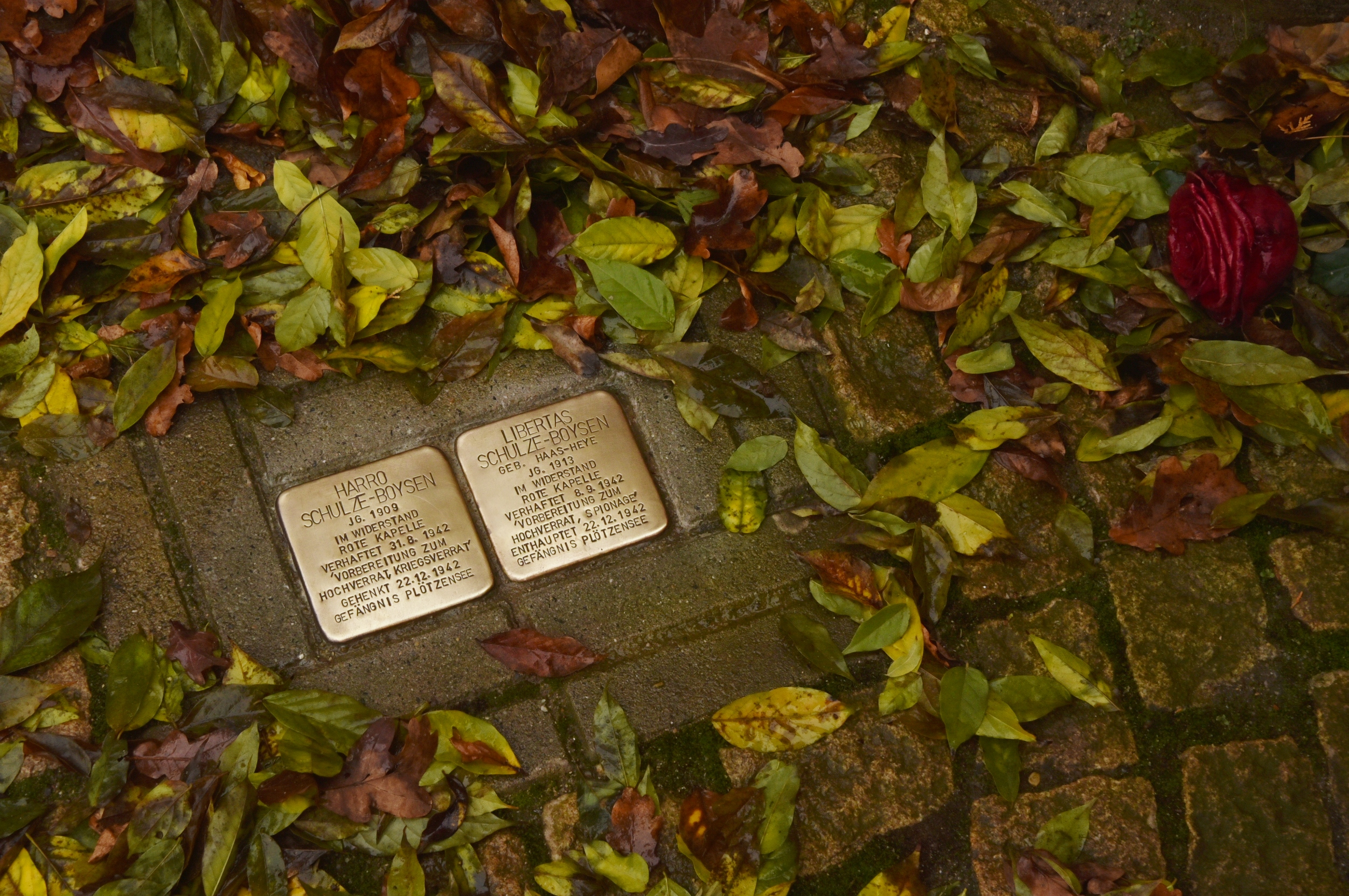
Stolpersteine für das Ehepaar Schulze-Boysen

In der Liste der Stolpersteine in Löwenberger Land werden die vorhandenen Gedenksteine aufgeführt, die im Rahmen des Projektes Stolpersteine des Künstlers Gunter Demnig bisher in der brandenburgischen Gemeinde Löwenberger Land verlegt worden sind.

## Verbrechen der Nationalsozialisten
Spuren der Verbrechen, die von Nationalsozialisten begangen wurden, finden sich nicht nur im Belower Wald, sondern in ganz Brandenburg. Im Zuge der Todesmärsche von KZ-Häftlingen, die beispielsweise aus Auschwitz evakuiert wurden, wurden alle, die nicht mehr laufen konnte, am Straßenrand erschossen. Andere starben an den Folgen von Erschöpfung, Hunger, Auszehrung. Im Löwenberger Land nahe Sachsenhausen gab es Massengräber für die Opfern des Todesmarsches in den direkt an der Bundesstraße gelegenen Dörfern Grieben, Linde und Teschendorf, heute alle Ortsteile der Gemeinde. Die Leichen wurden vom Volkssturm oder von Bauern der Gegend eingesammelt und verscharrt, später exhumiert und auf den Dorffriedhöfen beigesetzt.
Die zwei Stolpersteine vor Schloß Liebenberg sind jedoch zwei Widerstandskämpfern gewidmet, die bis zu ihrer Verhaftung in privilegierten Verhältnissen lebten. Das Ehepaar Schulze-Boysen gehörte der Widerstandsgruppe Rote Kapelle an.

## Verlegte Stolpersteine
| Stolperstein | Inschrift | Verlegeort                     | Name, Leben |
| ------------ | --- | ------------------------------ | --- |
|              | HARRO SCHULZE-BOYSEN JG. 1909 IM WIDERSTAND ROTE KAPELLE VERHAFTET 31.8.1942 'VORBEREITUNG ZUM HOCHVERRAT, KRIEGSVERRAT' GEHENKT 22.12.1942 GEFÄNGNIS PLÖTZENSEE                 | Im Hof von Schloß Liebenberg · | Harro Schulze-Boysen wurde am 2. September 1909 in Kiel geboren. Sein Vater war Erich Edgar Schulze, Marineoffizier und später Wirtschaftsführer, seine Mutter war Marie Luise, geborene Boysen. Zu seinen Verwandten zählten Admiral Alfred von Tirpitz und der Soziologe Ferdinand Tönnies. Er hatte eine ältere Schwester und einen jüngeren Bruder. Die Familie zog 1913 nach Berlin, 1922 nach Duisburg. Schulze-Boysen besuchte das Heinrich-von-Kleist-Gymnasium in Berlin-Schmargendorf und danach das Steinbart-Gymnasium in Duisburg. Die Sommer verbrachte er bei einer befreundeten Familie in Schweden. Schon früh engagierte er sich politisch und publizistisch. 1927 befasste er sich in seinen ersten größeren Zeitungsartikel mit der Skulptur „Kniende“ von Wilhelm Lehmbruck, deren Aufstellung einen Skandal verursacht hatte. Nach dem Abitur im Jahr 1928 studierte er Rechts- und Staatswissenschaften an der Albert-Ludwigs-Universität in Freiburg i.Br. Er trat der Albingia, einer schlagenden Verbindung, und dem Jungdeutschen Orden bei, einer nationalliberalen Organisation. Harro Schulze-Boysen lehnte diktatorische Tendenzen, egal ob von rechts oder links, strikt ab. 1929 wechselte er an die Friedrich-Wilhelms-Universität zu Berlin. Anfang der 1930er Jahre orientierte er sich – nach dem genauen Studium von Hitlers Intentionen und nach einem Frankreichaufenthalt – politisch neu, deutlich linker und NS-kritischer als zuvor. Er engagierte sich publizistisch und motivierte die „Jugend Europas“ zum kritischen Diskurs. Er wurde im April 1933 vom NS-Regime verhaftet, verhört und misshandelt, konnte danach aber eine Ausbildung zum Flieger absolvieren. 1934 bekam er eine Stelle im Reichsluftfahrtministerium, 1936 heiratete er Libertas Haas-Heye. Seine publizistische Tätigkeit setzte er durchgehend fort, jedoch mit mehr Rücksichtnahme auf die geltende Doktrin. Am Landsitz der Familie seiner Ehefrau, auf Schloss Liebenberg, fanden er und seine NS-kritischen Wegbegleiter den idealen Ort zum Gespräch fernab der Gestapo. Das Ehepaar schloss sich schließlich einer Widerstandsgruppe an, der Roten Kapelle. Er wurde am 31. August 1942 verhaftet, seine Frau am 8. September 1942. Das Reichskriegsgericht verurteilte beide am 9. Dezember 1942 zum Tode. Harro Schulze-Boysen wurde am 22. Dezember 1942 um 19:05 Uhr im Strafgefängnis Plötzensee am Fleischerhaken gehängt, seine Frau wurde ebendort wenig später enthauptet. |
|              | LIBERTAS SCHULZE-BOYSEN GEB. HAAS-HEYE JG. 1913 IM WIDERSTAND ROTE KAPELLE VERHAFTET 8.9.1942 'VORBEREITUNG ZUM HOCHVERRAT, SPIONAGE' ENTHAUPTET 22.12.1942 GEFÄNGNIS PLÖTZENSEE | Im Hof von Schloß Liebenberg · | Libertas Schulze-Boysen geb. Haas-Heye wurde am 20. November 1913 in Paris geboren. Ihre Eltern waren der Modeschöpfer Otto Ludwig Haas-Heye und dessen Ehefrau Viktoria Gräfin zu Eulenburg (1886–1967). Sie hatte eine Schwester und einen Bruder. Libertas Schulze-Boysen verbrachte einen Teil ihrer Kindheit auf Schloss Liebenberg, dem Landgut der Eulenburgs. Ab 1922 ging sie in Berlin zur Schule, von 1926 bis 1932 besuchte sie das Mädchen-Lyzeum in Zürich. Es folgte ein Aufenthalt in Großbritannien. Danach wurde sie von Metro-Goldwyn-Mayer als Pressereferentin der Berliner Niederlassung eingestellt. Im März 1933 trat sie der NSDAP bei. Auch den Filmkritiken, die sie Anfang der 1930er Jahre verfasste, ist Nähe zur nationalsozialistischen Ideologie zu entnehmen. 1934 lernte sie Harro Schulze-Boysen kennen, Adjutant im Reichsluftfahrtministerium. Am 26. Juli 1936 heirateten die beiden in der Schlosskapelle von Liebenberg. Das Ehepaar zählte zu einem Kreis kritischer Intellektueller, Künstler und Arbeiter, der sich regelmäßig auf Liebenberg traf. Sie arbeitete weiterhin als Filmkritikerin. Anfang 1937 trat sie unter einem Vorwand aus der NSDAP aus. Die Eheleute schlossen sich der Roten Kapelle an. Ab 1941 sammelte sie Bildmaterial über deutsche Kriegsverbrechen an der Ostfront. Unterstützt wurde sie dabei von Alexander Spoerl, ihrem Mitarbeiter in der Kulturfilmzentrale. Das Material fand auch Verwendung für ein Flugblatt. Ihr Ehemann wurde am 31. August 1942 verhaftet, sie selbst am 8. September 1942. Das Reichskriegsgericht verurteilte beide am 9. Dezember 1942 zum Tode. Ihr Ehemann wurde am 22. Dezember 1942 um 19:05 Uhr im Strafgefängnis Plötzensee am Fleischerhaken gehängt, Libertas Schulze-Boysen selbst noch am selben Abend enthauptet. 2019 publizierte Norman Ohler das Sachbuch Harro und Libertas, eine Geschichte von Liebe und Widerstand. Er erschien bei Kiepenheuer und Witsch in Köln. |

## Verlegung
Die Libertasschule Löwenberg übernahm die Patenschaft für die beiden Stolpersteine, die am 10. September 2017 vom Künstler verlegt wurden.